# Manuel Brunet

Manuel Brunet , né le 16 novembre 1985, est un joueur argentin de hockey sur gazon. Aux jeux olympiques d'été de 2012, il faisait partie de l'équipe d'Argentine de hockey sur gazon. Il a remporté la médaille de bronze lors de la coupe du monde de 2014 ainsi que deux médailles d'or aux jeux panaméricains. Il a obtenu la médaille d'or Jeux olympiques d'été de 2016.
Manuel Brunet joue au Royal Daring Hockey Club en Belgique depuis 2012.
Il est actuellement sponsorisé par Oregon Hockey.